# Tar (rivière)
Pour les articles homonymes, voir Tar.
La Tar est un cours d'eau de l'est des États-Unis qui coule en Caroline du Nord. Long de 346 km, il forme par sa confluence avec la Tranters Creek la Pamlico, qui se jette à son tour dans la baie de Pamlico.

## Histoire
La Caroline du Nord était à l'origine une colonie avec des chantiers navals. Les pins (pin des marais d'abord) qui couvraient la plaine côtière étaient utilisés par la marine britannique pour les mâts des navires et la résine était utilisée pour le calfatage des navires (ce que l'on appelle collectivement munitions de marine, Naval stores). La rivière tire son nom de cette utilisation historique, route majeure pour les barges chargées de cette résine (Pine tar se traduit par « goudron de pin ») qui se dirigeaient vers la mer. La ville de Tarboro se trouve au bord de la rivière. 
Des recherches récentes[Quand ?] menées par les historiens de l'université de l'Est de la Caroline ont révélé des documents soulignant qu'avant la guerre civile, l'Assemblée législative de la Caroline du Nord avait affecté des fonds pour construire des barrages et des écluses sur la rivière Tar afin de faciliter la navigation presque toute l'année. Les produits agricoles et à destination des chantiers navals, en plus des bateaux à passagers, circulaient entre Tarboro, Greenville et Washington.
Sur son cours, on trouve les villes de Louisburg, Rocky Mount, Tarboro et Greenville. Le village d'Old Sparta était autrefois un important port sur la rivière, mais il a décliné au XXe siècle.

### Pendant la guerre civile
Au magasin de Taft, ils ont trouvé plus de 1 000 barils de térébenthine et de goudron. Cette quantité était trop important pour être brûlée, car il aurait fallu incendier plusieurs maisons aussi. Les fûts ont été roulés dans la rivière, où leurs cerclages ont été coupés et leur contenu jeté dans la rivière. Trois mois plus tard, en juin, quatre cents prisonniers de guerre de l'Union ont été envoyés de Salisbury, à Washington. Ces soldats ont demandé la permission de se baigner dans la rivière pour se nettoyer. Des gardes ont été posés le long des rives et les prisonniers ont été autorisés à se dévêtir puis à se promener dans la rivière pour se laver. Au lieu de cela, ils ont tellement agité le fond de la rivière qu'ils se sont complètement enduis de goudron, chaque homme sortant de l'eau avec un bâton pour enlever le goudron. Un confédéré a crié : "Salut les garçons, qu'est-ce qui se passe ?" La réponse du soldat yankee dégoûté était : « Nous avons entendu parler de la Tar River toutes nos vies, mais nous n'avons jamais cru qu'il y avait vraiment un tel endroit, tout le lit est goudronné ».

### Inondations
La rivière a été fortement affectée par l'ouragan Floyd en 1999 : elle a causé les pires inondations de l'ouragan, dépassant les niveaux de 500 ans le long de ses tronçons inférieurs. La hauteur d'eau à Greenville était d'environ 30 pieds.
La rivière a de nouveau été affectée par l'ouragan Matthew en 2016. Elle a grimpé jusqu'à 24,5 pieds (7,5 m) dans certaines zones pendant jusqu'à 3 jours.